# Chleuasicus atrosuperciliaris
A Chleuasicus atrosuperciliaris a madarak osztályának verébalakúak (Passeriformes) rendjébe és a óvilági poszátafélék (Sylviidae) családjába tartozó Chleuasicus nem egyetlen faja. 15 centiméter hosszú. Banglades, Bhután, Kína, India, Laosz, Mianmar, Thaiföld és Vietnám trópusi, szubtrópusi örökzöld erdeiben, erdőszélein él. Többnyire rovarokkal táplálkozik. Áprilistól júliusig költ.

## Alfajai
- C. a. oatesi (Sharpe, 1903) – északkelet-India és Bhután;
- C. a. atrosuperciliaris (Godwin-Austen, 1877) – északkelet-India, kelet felé észak-Mianmarig és dél-Kínáig, dél-Mianmar keleti részén, Thaiföld északnyugati részén, Laosz északi és középső részén, Vietnám északi részén.

## Fordítás
- Ez a szócikk részben vagy egészben  a   Pale-billed parrotbill című angol Wikipédia-szócikk fordításán alapul.  Az eredeti cikk szerkesztőit annak laptörténete sorolja fel. Ez a jelzés csupán a megfogalmazás eredetét és a szerzői jogokat jelzi, nem szolgál a cikkben szereplő információk forrásmegjelöléseként.